# Cosmești (Galați)
Cosmești es una comuna ubicada en el distrito de Galați, Rumania.

## Superficie
Posee una superficie de 45,42 kilómetros cuadrados.

## Demografía
Hasta 2021 la población era de 5662 habitantes, con una densidad de población de 124,7 habitantes por kilómetro cuadrado.